# Imje chong
Imje chong (임제종) – koreańska szkoła sŏn (chin. chan, jap. zen, wiet. thiền), będąca odpowiednikiem chińskiej tradycji linji.

## Historia
Powstała ona w XIV wieku, po powrocie trzech koreańskich mnichów sŏn z Chin, podbitych przez Mongołów. Byli nimi: T'aego Poŭ (1310–1382), Naong Hyegun (1320–1376) i Kyonghan (1299–1375). Otrzymali oni swoje przekazy Dharmy od chińskich nauczycieli ze szkoły yangqi, jednego z dwu odgałęzień szkoły linji.
Podstawową metodą praktyki było hwadu (chin. huatou), technika stworzona przez chińskiego mistrza chan Dahui Zonggao, włączona do swych nauk przez mistrza Chinula i rozwinięta przez tych trzech mistrzów imje. Byli oni spadkobiercami wszystkich dziewięciu górskich szkół sŏn i w związku ze zjednoczeniowymi tendencjami w sŏn, praktyka konganowa (chin. Koanowa; jap. kōanowa) stała się dominującą siłą w koreańskim buddyzmie sŏn. Te zmiany dały mu nową siłę i do 1392 r. znów przeżywał on okres rozkwitu. W tym to właśnie roku T'aego zjednoczył wszystkie szkoły sŏn. Tradycja imje okazała się tak mocna, że zdominowała typ nauczania nowo powstałej chogye chong (szkoły chogye). Wytyczony kierunek przeważył również w późniejszym okresie, gdy na skutek prześladowań buddyzmu przez konfucjańskie władze, do szkoły chogye dołączyły również i inne ortodoksyjne, scholastyczne szkoły koreańskiego buddyzmu.

### Reaktywacja tradycji imje
W obliczu stopniowego podporządkowywania buddyzmu koreańskiego japońskiemu buddyzmowi, kulminacja czego nastąpiła ok. 1910 r., szereg mnichów, takich jak np. Han Yong'un (1879–1944), Pak Hanyŏng (1870–1948), O Sŏngwŏl, Chin Chinŭng, To Chinho zaczęło poważnie myśleć o ponownym ukształtowaniu tożsamości, historii i tradycji buddyjskiej. Nie mogli zaakceptować, że buddyzm koreański, który przecież w wielkim stopniu odziedziczył tradycję imje, czyli linjizong przeniesioną z Chin, będzie teraz przemieniony w tradycję sōtō. Chociaż koreańscy mnisi i japońscy misjonarze doszli już wcześniej do porozumienia, że medytacja jest nadrzędną praktyką nad wszelkimi innymi formami praktyki, to jednak było coś nowego w tym, iż mnisi ci, przedkładali tą specyficzną tradycję koreańskiego buddyzmu, ponad praktykami tradycji sōtō. 
11 lutego 1911 r. mnisi sprzeciwiający się przymierzu ze szkołą sōtō poprowadzili spotkanie, na którym przedstawili plany ustanowienia nowej szkoły - imje, oraz centralnego urzędu religii. Oskarżono także "inną grupę" mnichów (czyli Wŏn chong) o złamanie jedności sanghi przez skierowanie koreańskiego buddyzmu w ręce sōtō. Szkoła imje określiła się jako nowoczesna religia, bez przesądów, powszechna, niesekciarska i niepolityczna. Wystosowano także petycję do kolonialnego gubernatora o oficjalne uznanie.
Wkrótce buddyzm koreański został zdominowany przez dwie siły: wŏn chong i imje chong. Okazało się, że Świątynne Rozporządzenia ustanowione w 1911 r. nie miały ani jednego przepisu, który by stał na przeszkodzie istnieniu tych dwu szkół i wkrótce kolonialny rząd przekonał się o własnej krótkowzroczności. Dlatego w czerwcu 1912 r. rozkazał obu tradycjom się rozwiązać.

## Linia przekazu
Jest to zarazem linia przekazu Dharmy szkoły Chogye
Pierwsza liczba: kolejność w linii przekazu od Buddy. Druga liczba: kolejność linii przekazu od Bodhidharmy. Trzecia liczba: kolejność linii przekazu w danym kraju (w Korei od T'aego Poŭ), (w USA Seung Sahna – w tym wypadku 4 liczba)
- 56/29. Shiwu Qinggong (Shishi) (1272–1352)
  - 57/30/1. T'aego Poŭ (1301–1382) Korea. Szkoły imje i chogye
    - 58/31/2. Hwanam Honsu (1320–1392)
      - 59/32/3. Kugok Kakhun (bd) (Kwigok Kagun)
        - 60/33/4. Pyŏkke Chŭngsim (zm. ok. 1492)
          - 61/34/5. Pyŏksong Chiŏm (1464–1534)
            - 62/35/6. Kyongsong Ilson (1482–1568)
            - 62/35/6. Puyong Yŏnggwan (1485–1567)
              - 63/36/7. Sosan Taesa Ch'ŏnghŏ Hyujŏng (1520–1604)
                - 64/37/8. Samyung Songgun (1544–1609)
                - 64/37/8. Pyŏngyang ŏnggi
                  - 65/38/9. Pungjung Hŏnsim
                    - 66/39/10. Wŏldam Sŏlje
                      - 67/40/11. Hwansŏng Chian
                        - 68/41/12. Hoam Chejŏng
                          - 69/42/13. Chŏngbong Kŏan
                            - 70/43/14. Yulbong Chŏnghwa
                              - 71/44/15. Kŭmhŏ Pŏpjŏm
                                - 72/45/16. Yŏngam Heŏng
                                  - 73/46/17. Yŏngwŏl Pongyu
                                    - 74/47/18. Manhwa Posŏn
                                      - 75/48/19. Kyŏnghŏ Sŏng'u (1849–1912)
                                        - 76/49/20. Yongsong (1864–1940)
                                        - 76/49/20. Suwŏl (1855–1928)
                                        - 76/49/20. Hanam Chungwŏn (1876–1951)
                                        - 76/49/20. Hyewŏl Haemyong (1861–1937)
                                        - 76/49/20. Mangong Wŏlmyŏn (1872–1946)
                                          - 77/50/21. Mansŏng (1897–1975) mistrzyni sŏn
                                          - 77/50/21. Myori Pŏphui (1887–1975) mistrzyni sŏn
                                            - 78/51/22. Songyong (1903–1994) mistrzyni sŏn

                                          - 77/50/21. Haeam Hyŏnmu (1866–1985)
                                          - 77/50/21. Paekcho (1893–1986)
                                          - 77/50/21. Kobong Kyŏnguk (1890–1961)
                                            - 78/51/22. Songil (mniszka)
                                            - 78/51/22. Kyeju (mniszka)
                                            - 78/51/22. Sedung (mniszka)
                                            - 78/51/22/1. Sŭngsan Haengwon (1927–2004) także w pisowni Seung Sahn; USA szkoła Kwanŭm
                                              - 79/52/23/2. Sŏnghyang (Barbara Rhodes) USA
                                              - 79/52/23/2. Wubong (Jacob Perl) Niemcy, Korea
                                                - 80/53/24/3. Bonshim (Aleksandra Porter) Polska
                                                - 80/53/24/3. Ja An (Bogusława Malinowska) Wielka Brytania, Polska

                                              - 79/52/23/2. Daebong Korea
                                              - 79/52/23/2. Wukwang (Richard Shrobe) USA
                                              - 79/52/23/2. Daekwang USA
                                                - 80/53/24/3. Bonyo (Grażyna Perl) Francja

                                              - 79/52/23/2. Haekwang (Stanley Lombardo) USA
                                              - 79/52/23/2. Bonhaeng (Mark Houghton) USA
                                              - 79/52/23/2. Bonyŏn (Jane McLaughlin-Dobisz) USA
                                              - 79/52/23/2. Bonsŏng (Jeff Kitzes) USA
                                              - 79/52/23/2. Daekwan Hongkong (mniszka)
                                              - 79/52/23/2. Daejin Korea
                                              - 79/52/23/2. Chong Gak Shim Korea
                                              - 79/52/23/2. Dae Sŏn Haeng Korea

## Zobacz
- Chogye chong
- Linji